# Процюк, Александр Сергеевич
Алекса́ндр Серге́евич Процю́к (укр. Олександр Сергійович Процюк; род. 1 февраля 1989, Киев) — украинский футболист, полузащитник.

## Биография

### Клубная карьера
В ДЮФЛ выступал за киевские «Динамо», «Отрадный», «Локомотив-МСМ-ОМИКС», «Арсенал», «Смена-Оболонь», «ДЮСШ-15». Выступая за «Евробис» его заметили селекционеры ФК «Харьков». С 2006 года по 2009 год выступал за ФК «Харьков». В основном выступал за дубль, где сыграл 68 матчей и забил 14 голов. Также провёл 1 матч за основу «Харькова» в Высшей лиге 17 июня 2007 года в матче против криворожского «Кривбасса» (2:0), Процюк вышел на 83 минуте вместо Гуванчмухамеда Овекова. В январе 2009 года покинул «Харьков». В сентябре 2009 года выступал за «Ирпень» (Гореничи) в любительском чемпионате.

### Карьера в сборной
В ноябре 2006 года провёл 2 матча за юношескую сборную Украины до 19 лет.

## Личная жизнь
Его отец Сергей в прошлом профессиональный футболист, а ныне футбольный тренер.